# Камбала жовта
Камбала жовта (Limanda aspera) — риба родини камбалових. Важлива промилова риба, зустрічається в Тихому океані.

## Опис
Як і у інших камбалових риб, тіло сильно сплющене очі розташовані на одній стороні. На очній стороні у неї уздовж підстав спинного і анального плавців проходить вузька чорна смужка. Сліпа сторона біла, спинний і анальний плавники знизу жовті з блакитно-сірим краєм і білими кінцями променів. Може досягати довжини 48 см, середня довжина її 28 — 35 см.

## Поширення
Особливо численна й широко поширена. Зустрічається від берегів Кореї до Чукотського моря і по тихоокеанському узбережжю Північної Америки на південь до острова Королеви Шарлотти.

## Спосіб життя
Тримається біля берегів на глибині від 15 до 80 м. Це одна з найважливіших промислових камбал Далекого Сходу. Вона є основою найбільших скупчень камбал біля берегів Західної Камчатки, в Олюторській затоці, Татарській протоці і затоці Петра Великого. Великі скупчення жовтої камбали є і в східній частині Берингового моря.

## Нерест
Ікру відкладає невеликими порціями. Плодючість однієї самки близько 1,2 мільйона ікринок. Вони піднімаються в товщу води, де і відбувається розвиток.

## Значення
Це одна з найважливіших промислових камбал Далекого Сходу. За смаковими якостями це одна з кращих тихоокеанських камбал.